# SARS-CoV-2 엡실론 변이
SARS-CoV-2 엡실론 변이는 미국 캘리포니아 주에서 최초 발견된 코로나19 변이 바이러스다. 452R.V1으로 불리기도 했으며, 현재 WHO 정식 명칭은 엡실론 변이 (SARS-CoV-2 Epsilon[ε] Variant) 

2021년 7월 1일 기준 엡실론 변이 확진자가 있는 국가 (GISAID)
범례:
10000+ 확진
1000–9999 확진
100–999 확진
10–99 확진
1-9 확진
1 확진
없음 또는 자료 사용 불가

## 돌연변이

스파이크 단백질에 초점을 둔 SARS-CoV-2 유전자 지도에 그려진 SARS-CoV-2 엡실론 변이의 아미노산 돌연변이.

## 통계
| 국가별 사례 (2021년 7월 1일 기준 업데이트) GISAID | 국가별 사례 (2021년 7월 1일 기준 업데이트) GISAID | 국가별 사례 (2021년 7월 1일 기준 업데이트) GISAID |
| 국가                                              | 확진자 수                                         | 마지막 보고 사례                                  |
| ------------------------------------------------- | ------------------------------------------------- | ------------------------------------------------- |
| 미국                                              | 50,723                                            | 2021년 6월 23일                                   |
| 캐나다                                            | 744                                               | 2021년 5월 7일                                    |
| 대한민국                                          | 652                                               | 2021년 4월 26일                                   |
| 멕시코                                            | 474                                               | 2021년 6월 8일                                    |
| 아루바                                            | 57                                                | 2021년 4월 24일                                   |
| 덴마크                                            | 37                                                | 2021년 3월 22일                                   |
| 칠레                                              | 30                                                | 2021년 6월 7일                                    |
| 아르헨티나                                        | 28                                                | 2021년 5월 12일                                   |
| 영국                                              | 21                                                | 2021년 5월 10일                                   |
| 일본                                              | 20                                                | 2021년 4월 16일                                   |
| 오스트레일리아                                    | 20                                                | 2021년 4월 12일                                   |
| 코스타리카                                        | 12                                                | 2021년 5월 5일                                    |
| 독일                                              | 10                                                | 2021년 6월 8일                                    |
| 이스라엘                                          | 10                                                | 2021년 2월 25일                                   |
| 괌                                                | 8                                                 | 2021년 3월 27일                                   |
| 중화민국                                          | 8                                                 | 2021년 1월 31일                                   |
| 과테말라                                          | 7                                                 |                                                   |
| 프랑스                                            | 7                                                 | 2021년 3월 1일                                    |
| 아일랜드                                          | 7                                                 | 2021년 4월 28일                                   |
| 네덜란드                                          | 5                                                 | 2021년 3월 10일                                   |
| 스페인                                            | 5                                                 | 2021년 6월 3일                                    |
| 뉴질랜드                                          | 4                                                 | 2020년 12월 28일                                  |
| 싱가포르                                          | 4                                                 | 2021년 3월 27일                                   |
| 스위스                                            | 4                                                 | 2021년 3월 1일                                    |
| 카메룬                                            | 3                                                 | 2021년 2월 5일                                    |
| 과들루프                                          | 3                                                 | 2021년 1월 30일                                   |
| 노르웨이                                          | 3                                                 | 2021년 4월 12일                                   |
| 캄보디아                                          | 2                                                 | 2021년 1월 20일                                   |
| 핀란드                                            | 2                                                 | 2021년 2월 6일                                    |
| 이탈리아                                          | 2                                                 | 2021년 2월 11일                                   |
| 페루                                              | 2                                                 | 2021년 2월 24일                                   |
| 스웨덴                                            | 2                                                 | 2021년 1월 28일                                   |
| 튀르키예                                          | 2                                                 | 2021년 2월 11일                                   |
| 터크스 케이커스 제도                              | 2                                                 | 2021년 3월 22일                                   |
| 콜롬비아                                          | 2                                                 | 2021년 1월 8일                                    |
| 앵귈라                                            | 1                                                 | 2021년 3월 19일                                   |
| 앤티가 바부다                                     | 1                                                 | 2021년 4월 24일                                   |
| 바베이도스                                        | 1                                                 | 2021년 4월 12일                                   |
| 벨기에                                            | 1                                                 | 2021년 1월 18일                                   |
| 영국령 버진아일랜드                               | 1                                                 | 2021년 1월 7일                                    |
| 퀴라소                                            | 1                                                 | 2021년 3월 19일                                   |
| 인도                                              | 1                                                 | 2021년 3월 2일                                    |
| 북마케도니아                                      | 1                                                 | 2021년 1월 26일                                   |
| 북마리아나 제도                                   | 1                                                 | 2021년 1월 16일                                   |
| 신트마르턴                                        | 1                                                 | 2021년 2월 16일                                   |
| 도미니카 공화국                                   | 1                                                 |                                                   |
| 전 세계 (46개 국가)                               | 총합: 52,943                                      | 2021년 7월 1일 기준                               |

### 대한민국 발생
| 발생위치                  | 발생기간                | 확진자수 |
| 강원 강릉시 목욕탕        | 2020.12.08 ~ 2020.12.19 | 3명      |
| 강원 강릉시 기타 교습실   | 2020.12.08 ~ 2020.12.22 | 1명      |
| 강원 동해시 병원          | 2020.12.17 ~ 2020.12.30 | 4명      |
| 강원 동해/강릉 병원       | 2020.12.24 ~ 2021.1.02  | 2명      |
| 경기 용인시 제조업        | 2021.1.02 ~ 2021.1.21   | 1명      |
| 강원 동해 다문화센터      | 2021.1.16 ~ 2021.2.02   | 2명      |
| 대구 동구 체육시설        | 2021.1.26 ~ 2021.2.17   | 3명      |
| 세종시 건설현장           | 2021.2.06 ~ 2021.2.17   | 2명      |
| 인천 서구 가족 및 지인    | 2021.2.08 ~ 2021.2.27   | 9명      |
| 제주시 산후조리원         | 2021.2.10 ~             | 3명      |
| 경북 의성군 명절 가족모임 | 2021.2.14 ~ 2021.2.24   | 12명     |
| ------------------------- | ----------------------- | -------- |

2021년 3월 11일부터 대한민국에서도 해당 변이바이러스 감염자를 확인했으며 5월 25일 기준, 총 581명이 확인됐다. 그 중 국내 감염은 45명으로 첫 감염자는 강원도에서 발견되었다.

## 전염성
전염성은 일반 코로나19보다 20% 높으며 치사율이 11배라는 이야기가있다.

## 같이 보기
- SARS-CoV-2 변이주